# Ibolyakék döggomba
Az ibolyakék döggomba (Entoloma bloxamii) az döggombafélék családjába tartozó, Eurázsiában és Észak-Amerikában honos, réteken, füves helyeken élő, ehető gombafaj. 

## Megjelenése
Az ibolyakék döggomba kalapja 3-10 cm széles, alakja kezdetben domború vagy kúpos, de idősen széles-domborúan vagy laposan kiterül; középen gyakran széles púppal. Felszíne matt, esetleg hosszában szálazott. Színe sötét kékesszürke, lilásszürke vagy majdnem fekete.
Húsa vastag, fehér, színe sérülésre nem változik. Íze és szaga nem jellegzetes vagy kissé lisztes. 
Sűrűn álló lemezei tönkhöz nőttek, néha pereszkefoggal. Színük fiatalon fehér vagy kékes-lilás árnyalatú, a spórák érésével rózsaszínné válnak. 
Tönkje 5-11 cm magas és 1,5-3 cm vastag. Alakja hengeres vagy lefelé vékonyodó. Színe a kalapéval megegyezó, a tövénél fehéres-sárgás. Felülete finoman hosszában szálazott. 
Spórapora barnásrózsaszín. Spórái szögletesek (5-6 oldalúak), simák, méretük 7,5-9 x 6,5-8 µm.

### Hasonló fajok
A mérgező acélkék döggomba kisebb és karcsúbb. Színe alapján egyes galambgombákra és pereszkékre is hasonlít, de az idős gomba rózsaszín lemezei jellegzetesek.   

## Elterjedése és termőhelye
Eurázsiában és Észak-Amerikában honos.
Füves helyeken, réteken, legelőkön található meg, inkább meszes talajon. Szeptembertől novemberig terem.  
Elvben ehető, de mérgező fajokkal való összetéveszthetősége miatt fogyasztása nem ajánlott.  

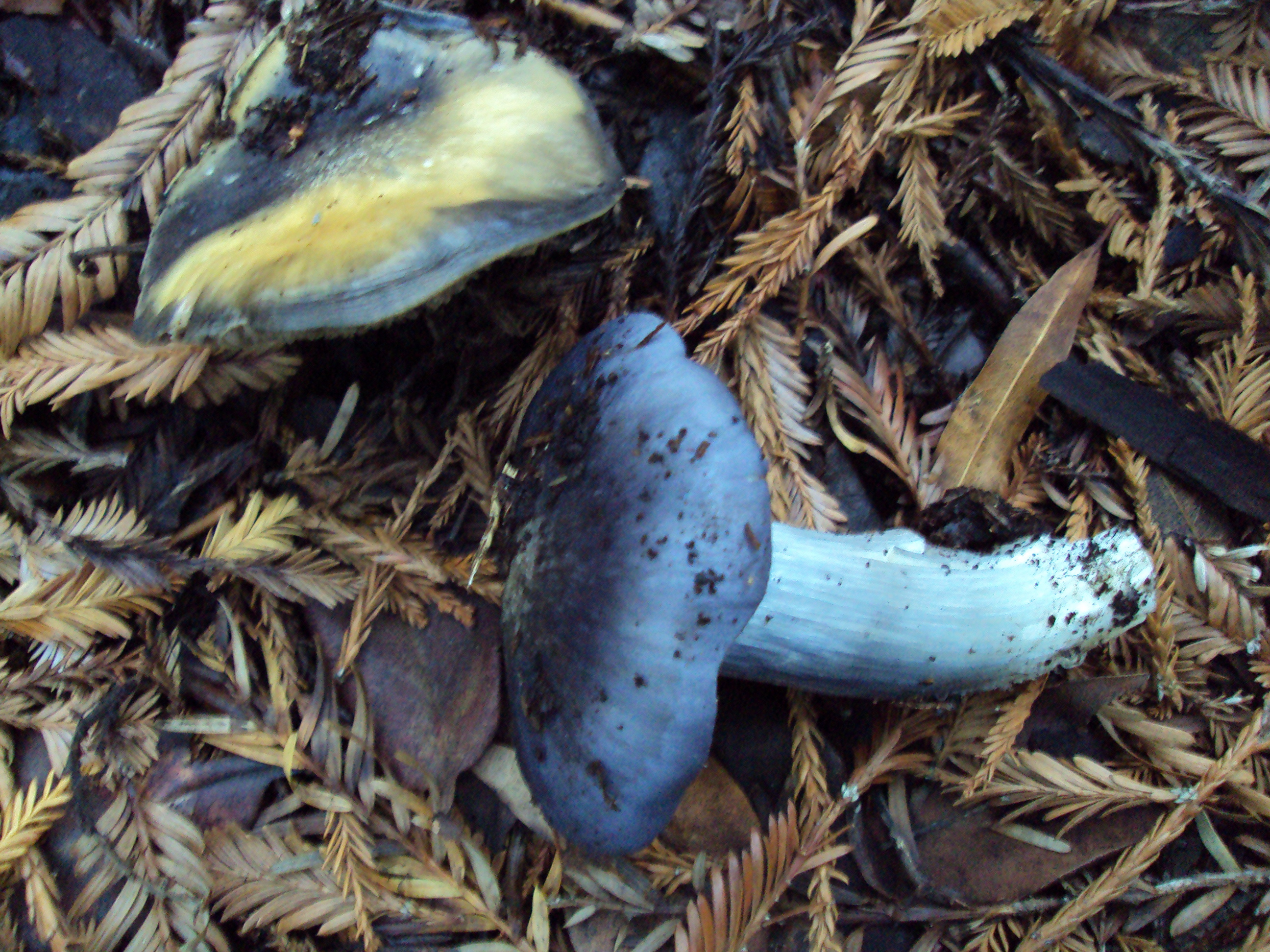
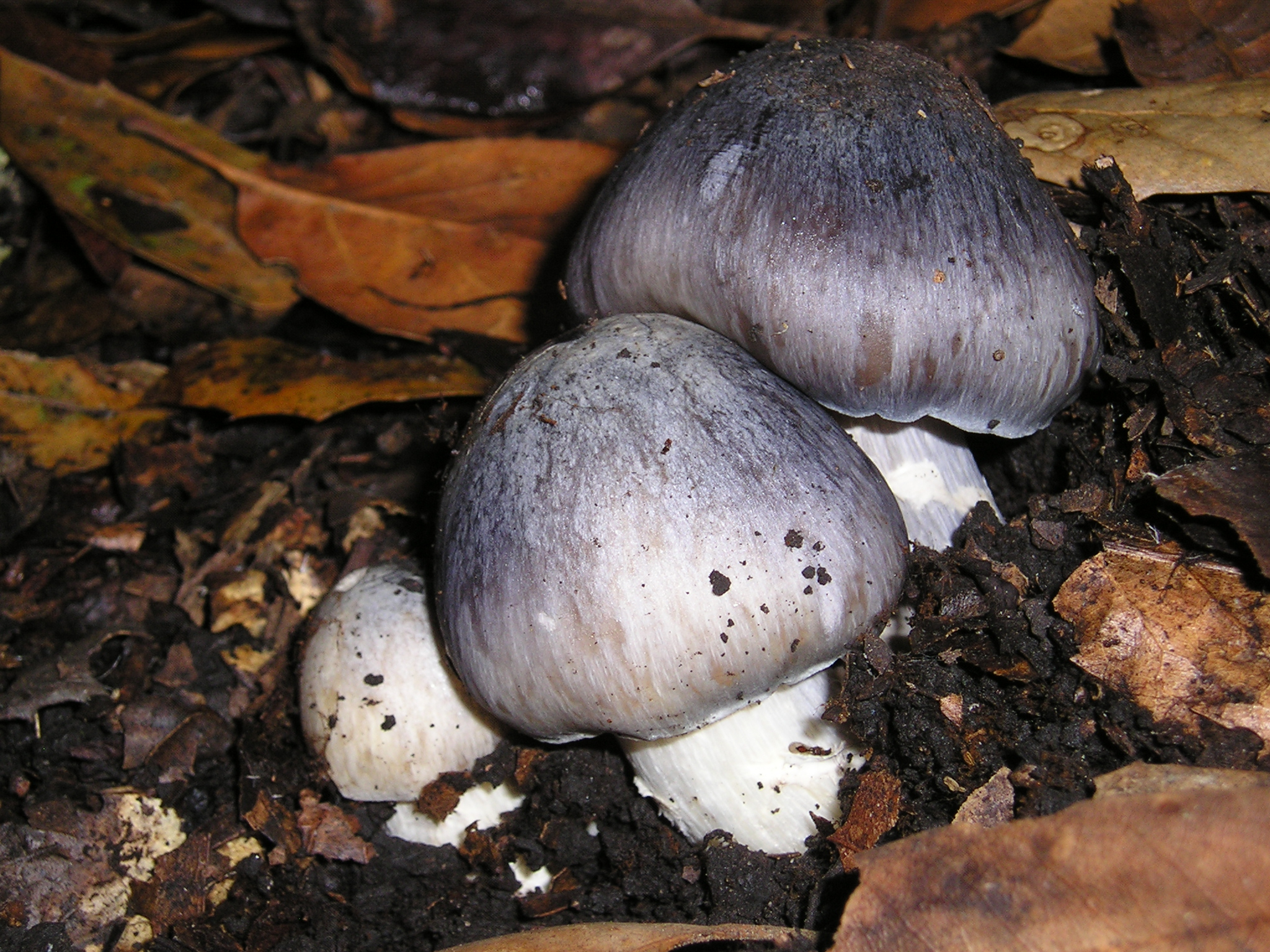
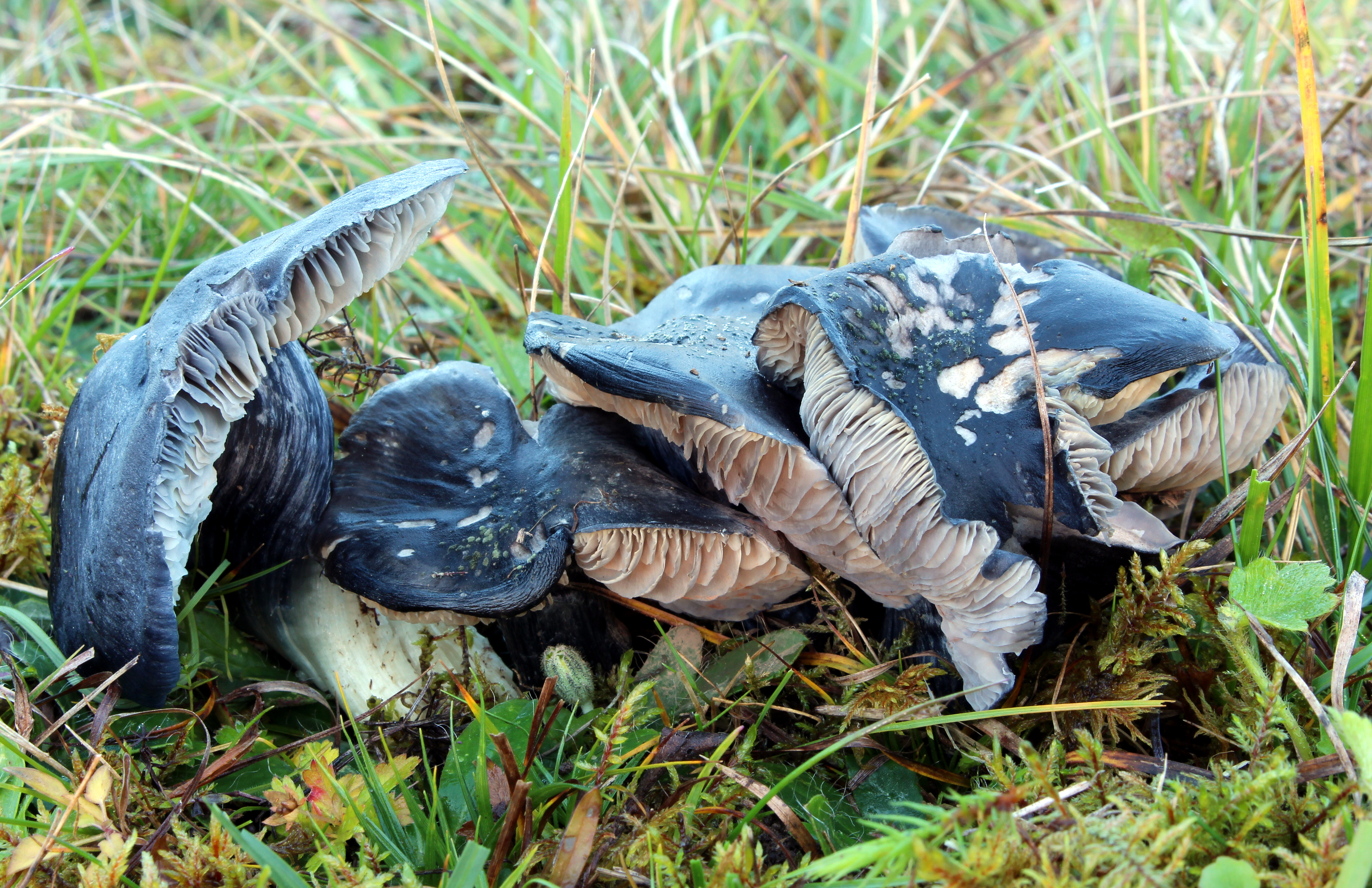
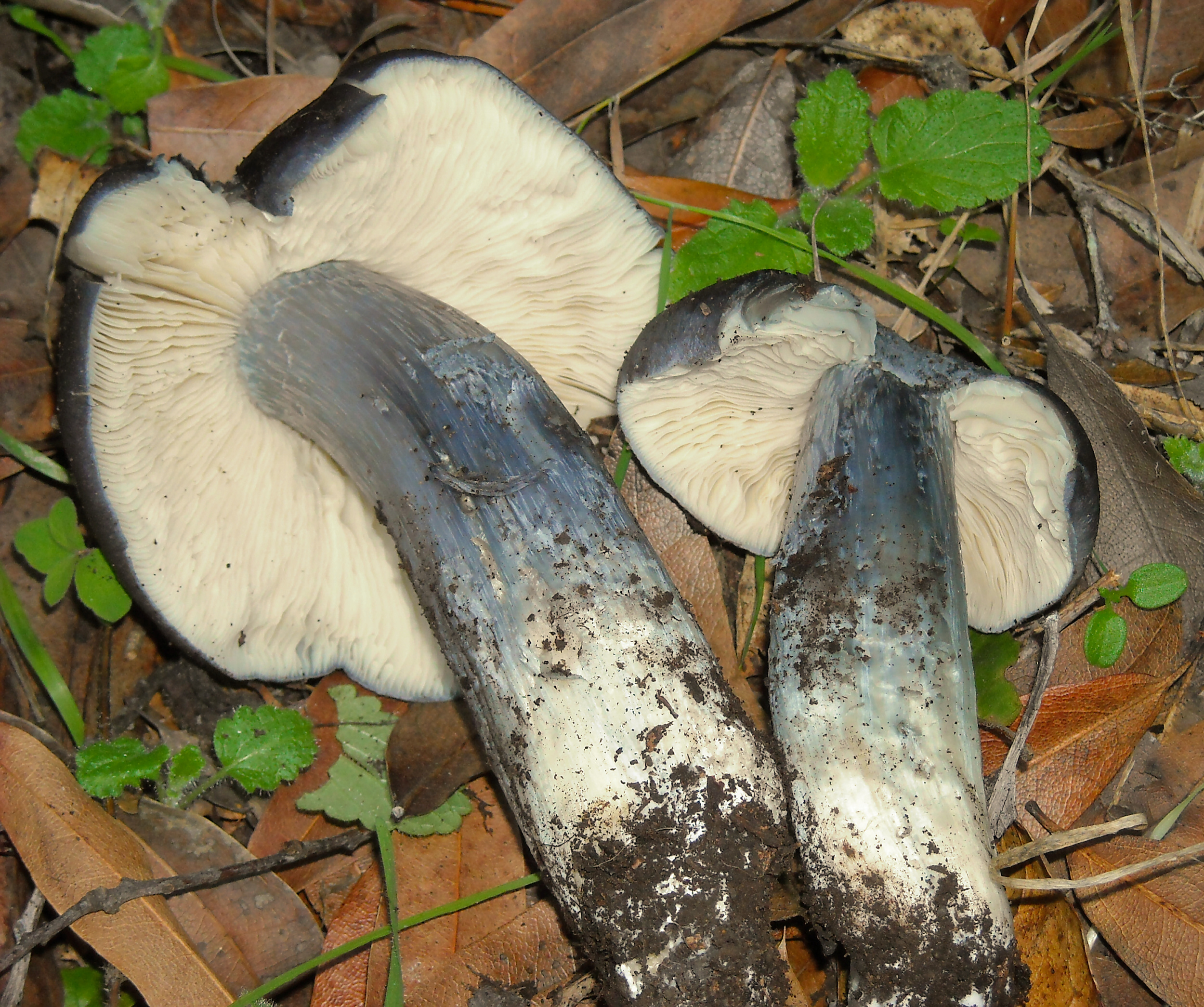
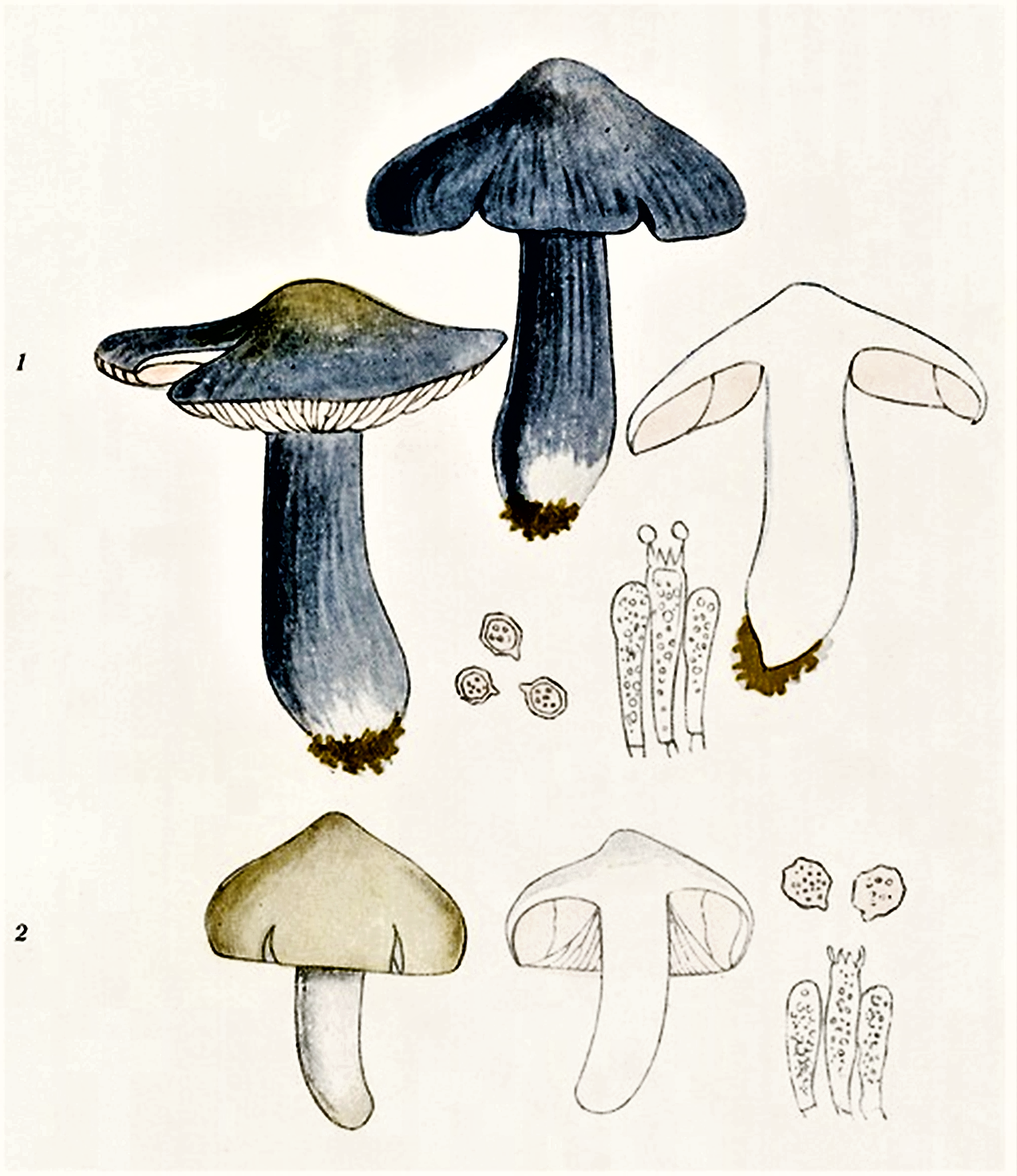